# Nepenthes alata
Nepenthes alata (/nɪˈpɛnθiːz əˈlɑːtə/) là một loài Nấp ấm đặc hữu của Philippines. Nó được tìm thấy trên tất cả các đảo chính của quần đảo, với ngoại lệ có thể có thể là Palawan. Nó đã được ghi nhận tại Camiguin, Cebu, Culion, Leyte, Luzon, đảo Mindanao, Mindoro, Negros, Panay, Samar và Sibuyan. Nepenthes alata xuất hiện trong rừng rêu ở độ cao từ 800 đến 2.400 m. Nepenthes alata occurs in mossy forest at elevations ranging from 800 to 2,400 m.
Nepenthes alata là một trong những loài Nepenthes đơn giản nhất và phổ biến nhất trong canh tác.